# Don't Treat Me Bad
Don't Treat Me Bad è una canzone del gruppo musicale statunitense FireHouse, estratta come secondo singolo dal loro album di debutto FireHouse nel febbraio 1991. Ha raggiunto la posizione numero 19 della Billboard Hot 100 e la numero 16 della Mainstream Rock Songs negli Stati Uniti, permettendo alla band di ottenere il suo primo successo in classifica.

## Tracce
1. Don't Treat Me Bad – 3:55
2. Lover's Lane – 4:02
3. Overnight Sensation – 3:56

## Classifiche
| Classifica (1991)             | Posizione massima |
| ----------------------------- | ----------------- |
| Canada                        | 35                |
| Nuova Zelanda                 | 33                |
| Regno Unito                   | 71                |
| Stati Uniti                   | 19                |
| Stati Uniti (mainstream rock) | 16                |
| Stati Uniti (radio)           | 39                |